# Ordinea de bătaie a Armatei României (1916)
Organizarea de război a Armatei României prevedea mobilizarea unui efectiv de peste 620.000 de oameni în „Armata de Operații”, care încadrau: patru comandamente de armată, șapte comandamente de corp de armată, douăzeci de divizii de infanterie și două divizii de cavalerie.
Conform instrucțiunilor de mobilizare, diviziile de infanterie trebuiau să fie formate din 40 de brigăzi de infanterie, cu un total de 80 de regimente a trei batalioane fiecare. În plus, cele zece divizii active (de la 1 la 10) mai aveau fiecare un regiment de vânători și o brigadă de artilerie. Cavaleria era formată din două divizii cu 6 brigăzi, (fiecare brigadă fiind formată din două regimente de roșiori) și cinci brigăzi de călărași (câte una pentru fiecare din corpurile 1-5 de armată).
Pentru conducerea acestor forțe se constituia Marele Cartier General, având rolul de a sprijini Comandantul de Căpetenie - regele Ferdinand - în conducerea acțiunilor militare. Asigurarea aspectelor administrative și a celor care țineau de înzestrarea armatei și coordonarea efortului de război revenea Ministerului de Război, care nu avea însă atribuții pe linia conducerii militare.
Ordinea de bătaie a Armatei României, în prima zi a participării la război, la data de 27 august 1916 era diferită de cea de la pace, forțele fiind grupate în conformitate cu misiunile pe care trebuiau să le îndeplinească și nu neapărat conform subordonărilor organice.

## Organele de conducere

### Comanda de Căpetenie

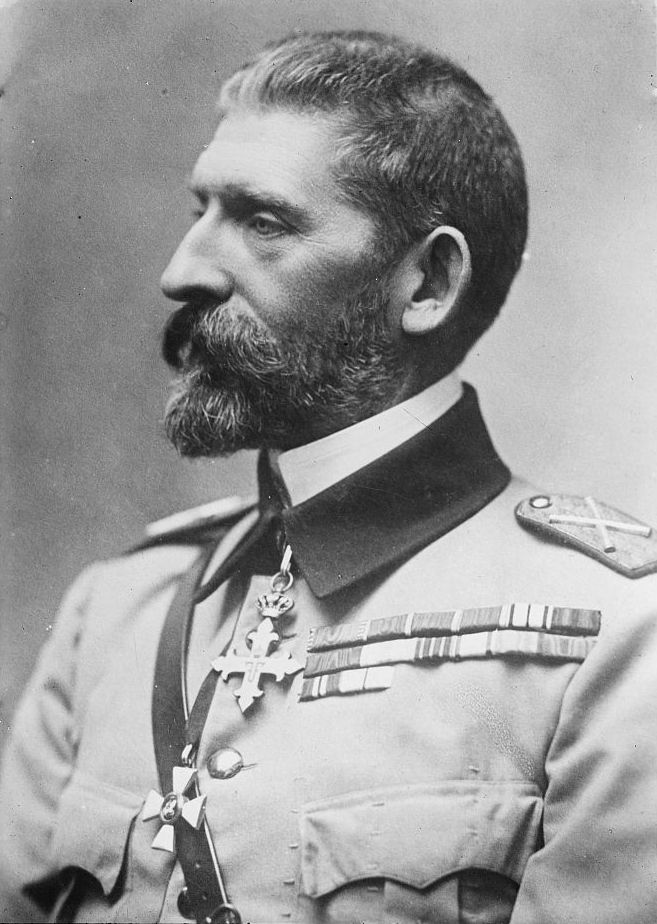
Regele Ferdinand

Conform prevederilor art. 93 din Constituția din 1866, regele era capul puterii armate. În această calitate el exercita comanda de căpetenie în timp de război.
Pe timp de război acesta putea delega atribuțiile executive ale comenzii de căpetenie unui generalisim, așa cum s-a întâmplat în timpul celui de-Al Doilea Război Balcanic, când principele moștenitor Ferdinand a fost numit generalisim, la 24 iunie 1913 și însărcinat cu conducerea operațiunilor Armatei României în Bulgaria.
Comandanți de Căpetenie
- Regele Ferdinand I - 27 august 1916 - 21 noiembrie 1917
- General de corp de armată Constantin Prezan - 21 noiembrie 1917 - 1 aprilie 1918[3]
- Regele Ferdinand I - 9 noiembrie 1918 - 11 noiembrie 1918

### Ministerul de Război
Ministerul de Război avea un rol pur administrativ, fără atribuții în comanda operativă. Sarcinile sale principale erau gestionarea bugetului, administrația armatei, controlul financiar și administrarea fondului de pensii militare. Ministerul era supus controlului guvernului și Parlamentului. Odată cu intrarea României în război, Vintilă I. C. Brătianu avea să fie numit de Ionel Brătianu în locul său la conducerea Ministerului de Război. Guvernul avea să rămână în această formulă până la finalizarea retragerii în Moldova, la 10 decembrie 1916.:pp. 129-130

Ministerul era organizat pe două Direcții Generale și mai multe servicii astfel: 

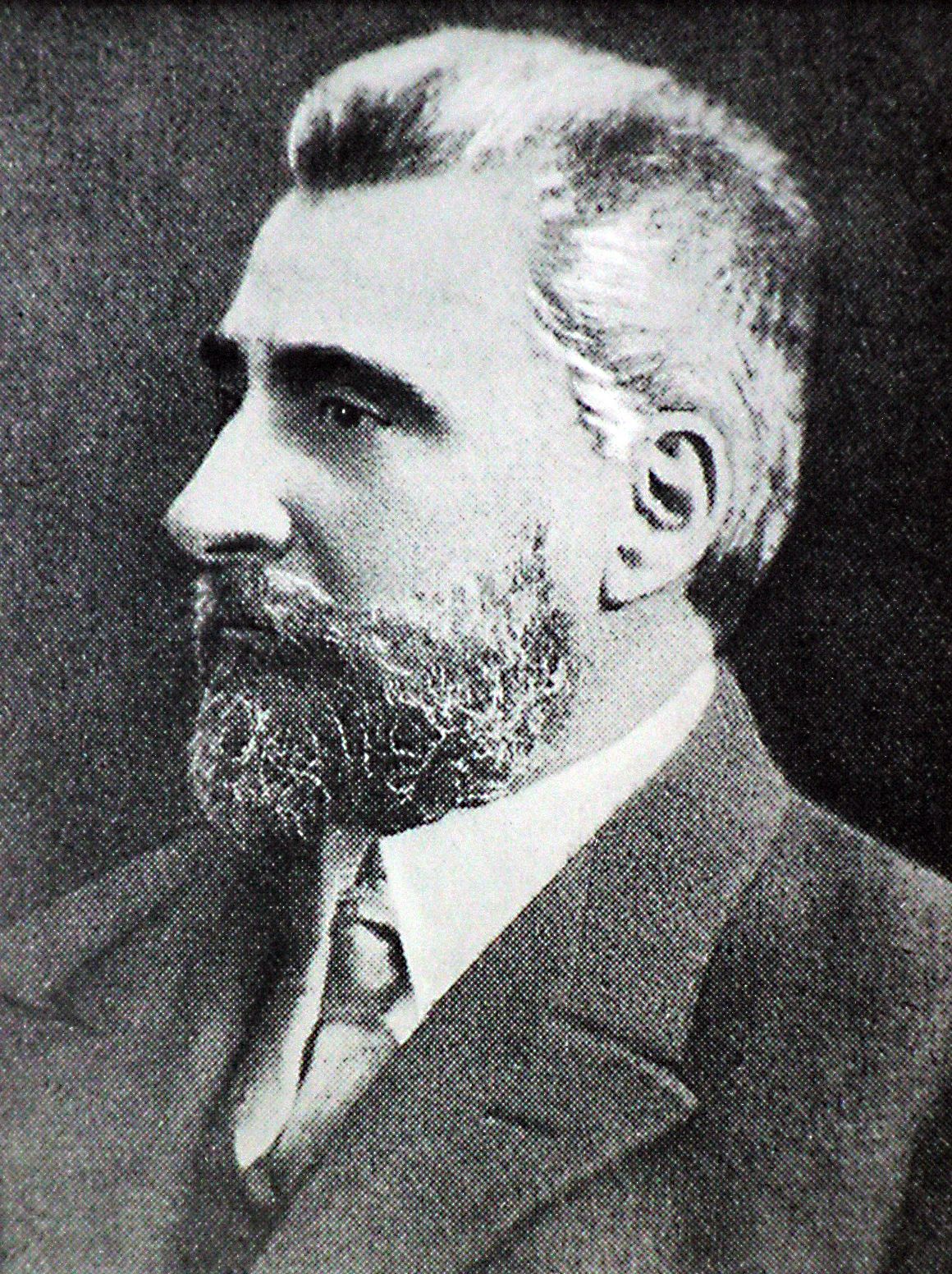
Vintilă Brătianu, ministrul de război

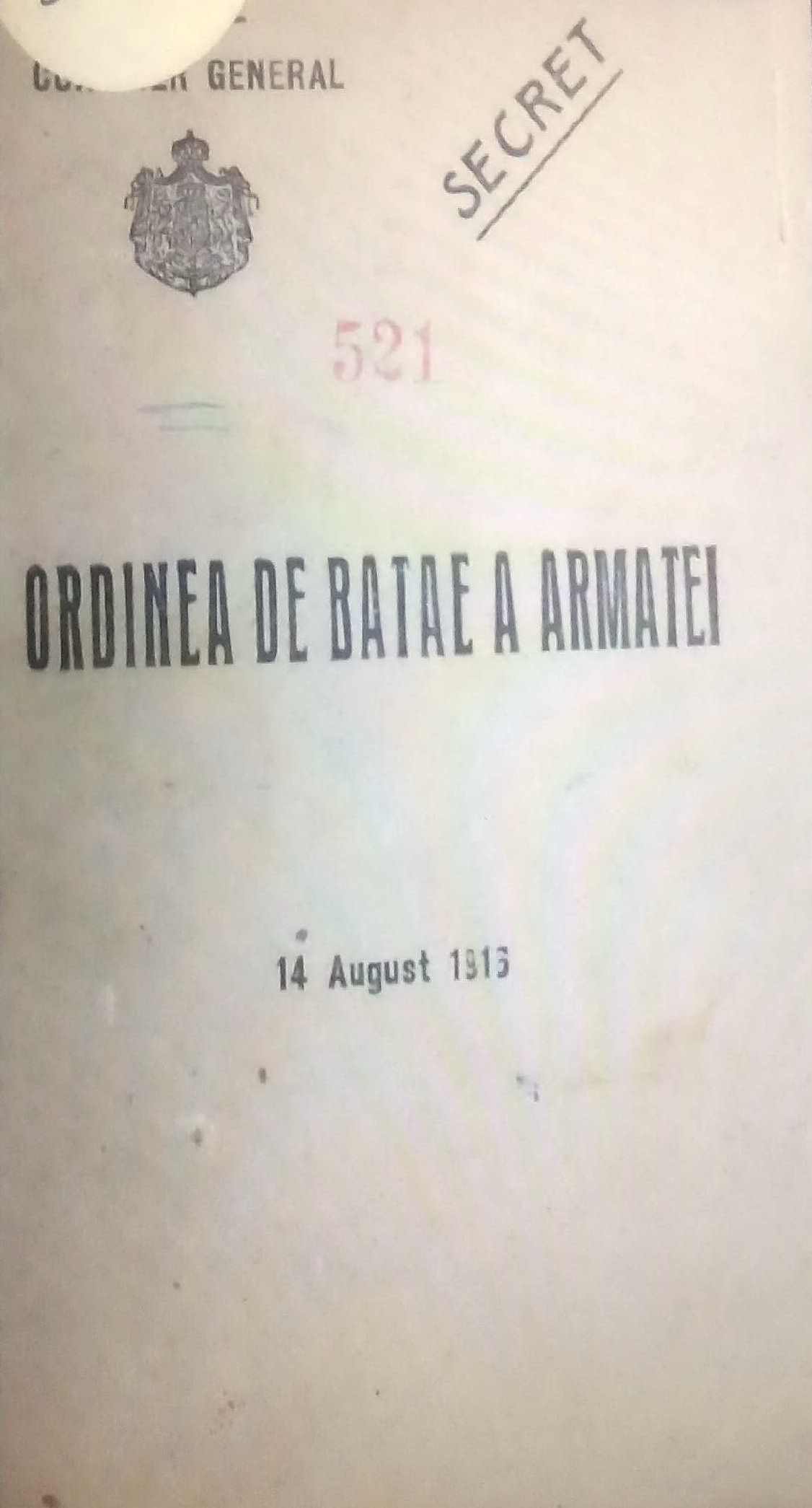

- Direcția I Generală - gestiona domeniul administrativ, logistic și al asigurării financiare.
  - Secretariatul General
  - Serviciul de Stat Major General
  - Serviciul personalului
  - Serviciul geografic
  - Serviciul controlului-contabilității
  - Serviciul contenciosului
  - Serviciul pensiilor
  - Serviciul intendenței stabilimentelor centrale
  - Serviciul locurilor întărite
- Direcția II Generală - coordona procesul organizatoric și de instruire a trupelor.
  - Direcția infanteriei
  - Direcția cavaleriei
  - Direcția artileriei
  - Direcția armamentului
  - Direcția geniului
  - Direcția marinei
  - Direcția sanitară
  - Direcția intendenței
  - Direcția școlior militare[4][7]

### Marele Cartier General

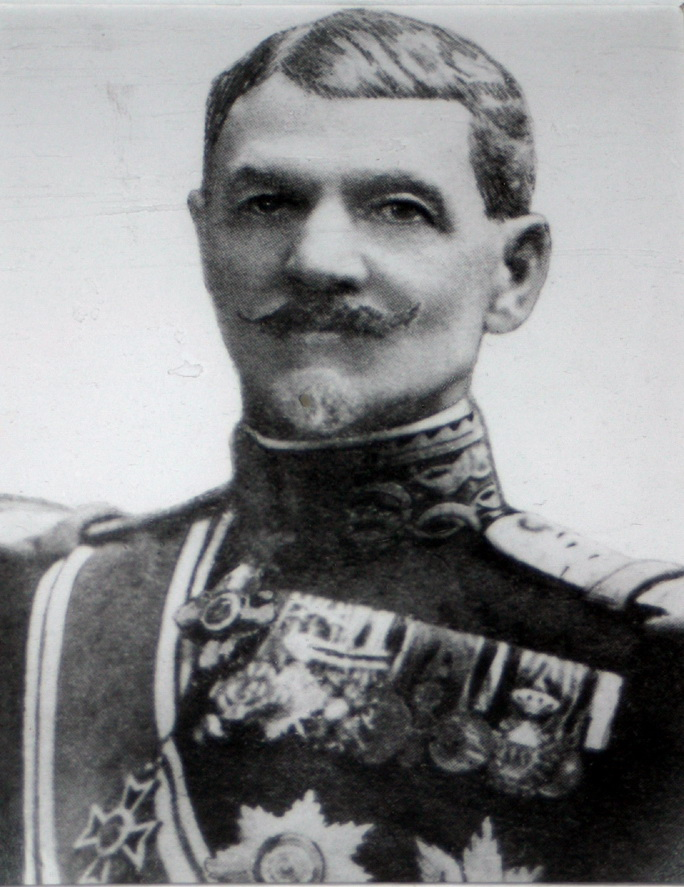
Generalul Vasile Zottu, șeful MCG.

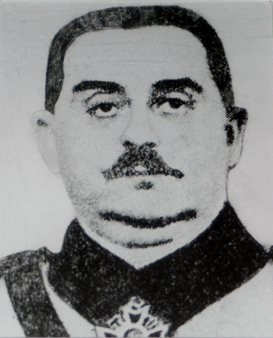
Generalul Dumitru Iliescu, subșef MCG.

Marele Cartier General (abreviat M.C.G.) a fost cea mai înaltă structură militară destinată conducerii operațiunilor militare ale Armatei României, pe timp de război. 
Marele Cartier General a fost constituit a doua oară în august 1916, după intrarea României în primul război mondial, prin divizarea Marelui Stat Major în două componente:Marele Cartier General – organ superior de concepție și conducere a operațiilor militare, depinzând direct și imediat de comandamentul de căpetenie (regele Ferdinand I) – și respectiv Marele Stat Major – partea sedentară, subordonat Ministerului de Război, cu atribuții în zona interioară, în problemele privind recrutarea și mobilizarea efectivelor, precum și mobilizarea economică.
Marele Cartier General:pp 72-73
- Partea activă
  - Eșalonul I
    - Comandantul de Căpetenie
      - Casa Militară
      - Un ministru cu șeful de cabinet

    - Șeful de Stat-Major General
      - Adjutanți

    - Subșeful de Stat-Major General
      - Secția 1 (Operații)
        - Biroul Operațiunilor
        - Biroul Informațiilor

      - Secția 2 (Transporturi)
        - Biroul Transporturilor

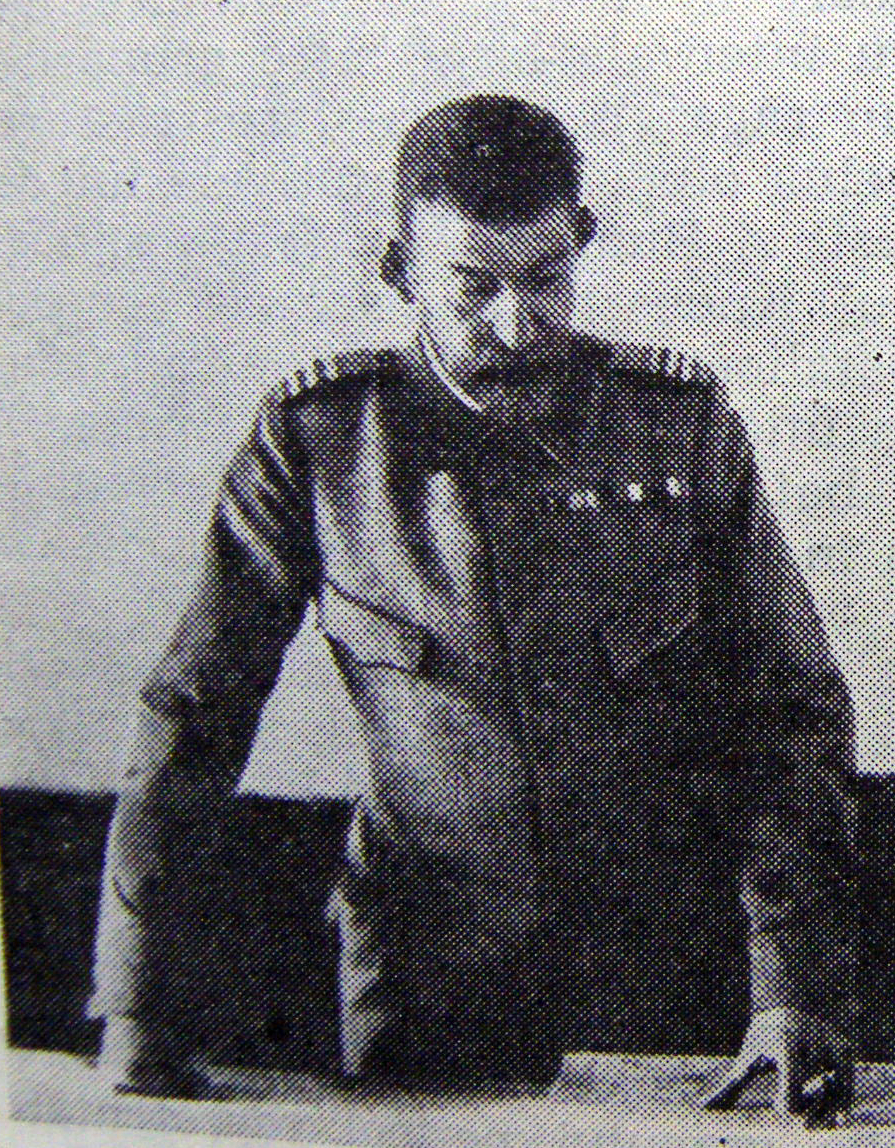
Regele Ferdinand la sediul M.C.G. din Peris

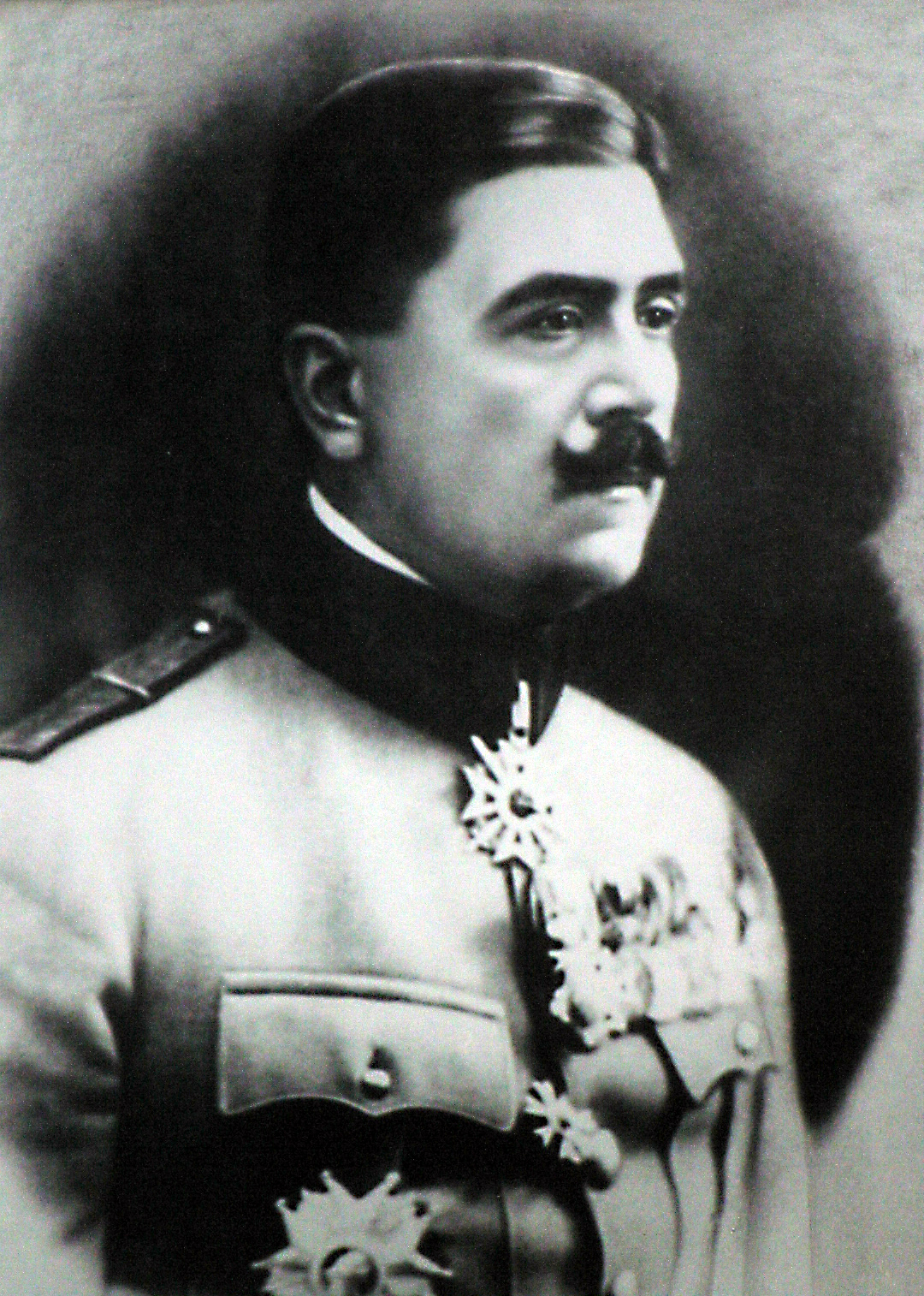
Colonelul Ioan Rășcanu, șeful Secției Operații din MCG.

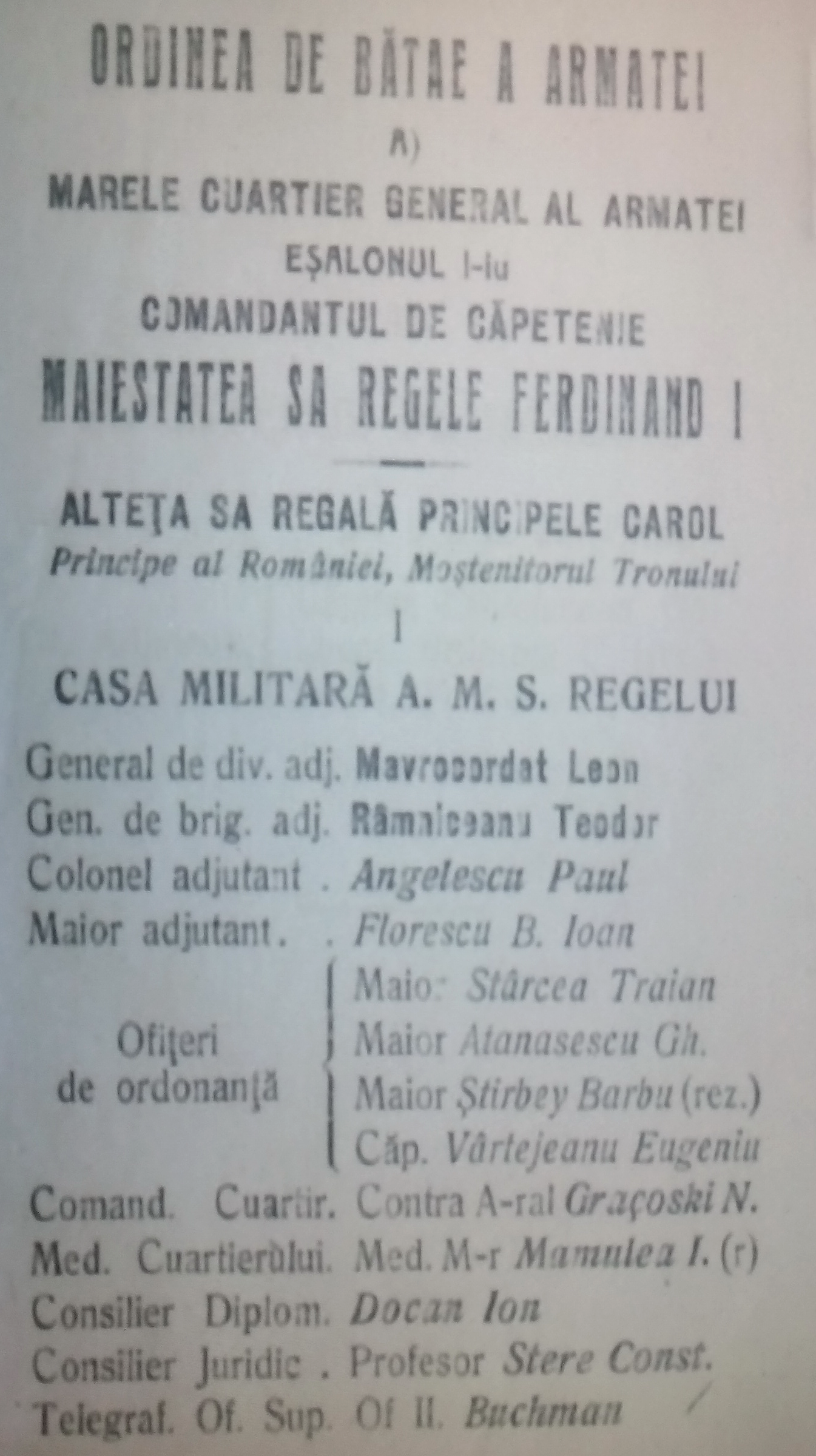

        - Biroul Mijloacelor de Comunicații

      - Secția 3 (Adjutantura)
        - Biroul Personalului
        - Biroul Materialului

      - Serviciul Cartierului Eșalonului I
      - Escadron de escortă
      - Pluton jandarmi tereștri
      - Două secții telegrafie fără fir
      - Oficiul Telegrafo-Poștal al Eșalonului I

  - Eșalonul II
    - Comandamentul General al Etapelor
    - Serviciul Artileriei și Munițiunilor
    - Serviciul Marinei
    - Serviciul Geniului
    - Serviciul Intendenței
    - Serviciul Sanitar
    - Serviciul Telegrafo-Poștal
    - Serviciul Cartierului Eșalonului II
    - Două secții de bicicliști
    - Jandarmi rurali
    - Oficiul Telegrafo-Poștal al Eșalonului II

  - Eșalonul III
    - Serviciul Justiției Militare
    - Serviciul Tezaurului
    - Serviciul Vehiculelor Automobile cu Secția de Autocamioane
    - Serviciul Religios
    - Serviciul Cartierului Eșalonului III
    - Jandarmi rurali
    - Oficiul Telegrafo-Poștal al Eșalonului III

  - Eșalonul IV
    - Serviciul Atașaților Militari și Ziariști
    - Serviciul Atașaților Militari
    - Corespondenții de ziare române
    - Corespondenții de ziare străine
    - Serviciul Cartierului Eșalonului IV
    - Oficiul Telegrafo-Poștal al Eșalonului IV
- Partea sedentară

## Forțele armate

### Armata 1

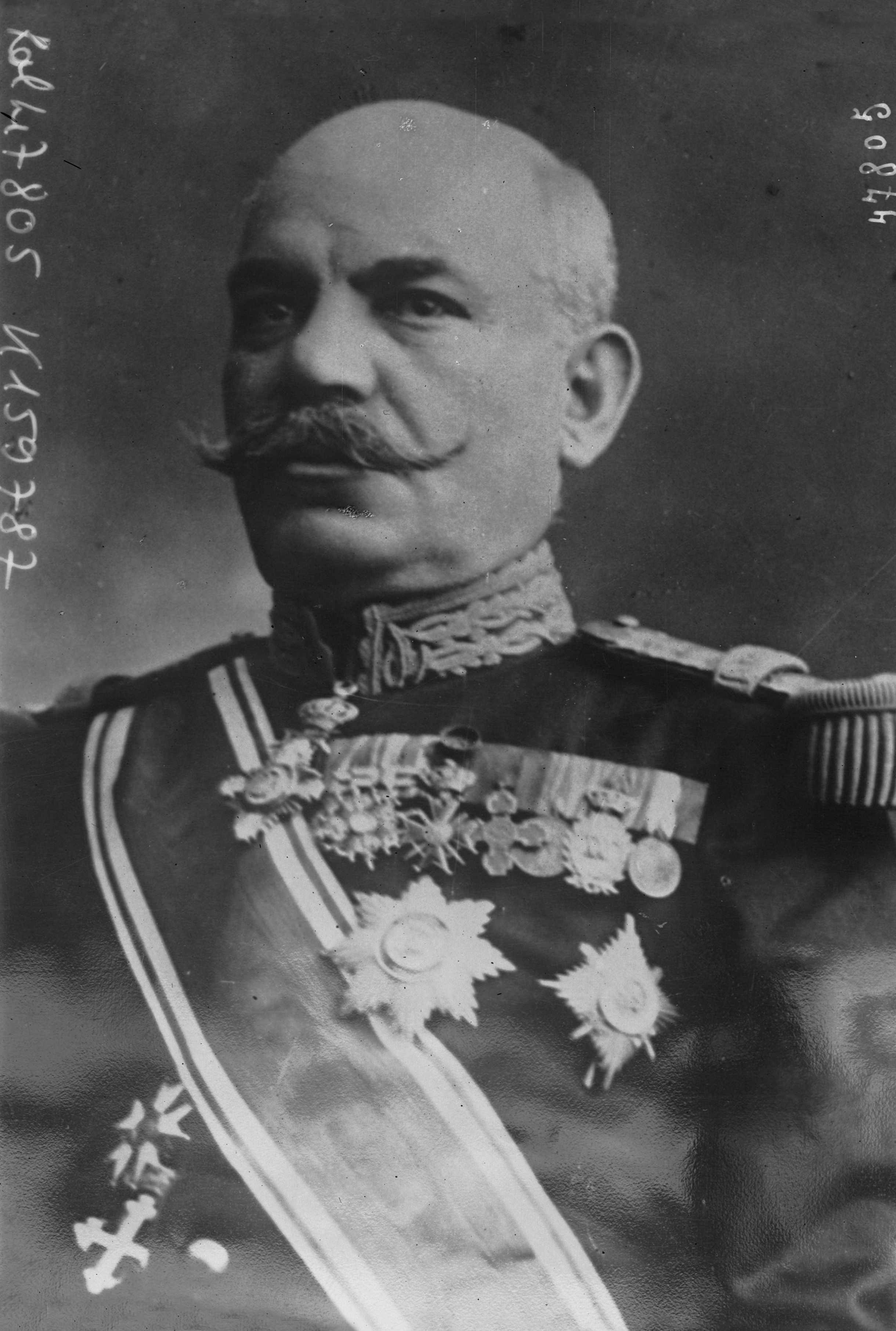
Generalul Ioan Culcer, comandantul Armatei 1

Armata 1 a fost o mare unitate de nivel operativ-strategic care s-a constituit în prima zi de mobilizare, la 27 august 1916, având în compunere Corpul I Armată, Divizia 12 Infanterie din Corpul II Armată și Divizia 13 Infanterie din Corpul III Armată. La intrarea în război, Armata 1 a fost comandată de generalul de divizie Ioan Culcer.
Ordinea sa de bătaie era următoarea:

Armata 1
- Cartierul General al Armatei 1
- Corpul I Armată

- Divizia 1 Infanterie

- Regimentul 1 Vânători
- Brigada 1 Infanterie

- Regimentul I Mehedinți No. 17 „Știrbey Vodă”
- Regimentul Gorj No. 18

- Brigada 2 Infanterie

- Regimentul Dolj No. 1
- Regimentul Calafat No. 31

- Brigada 31 Infanterie

- Regimentul 43 Infanterie
- Regimentul 59 Infanterie

- Brigada 1 Artilerie

- Regimentul 1 Artilerie „Regele Carol I”
- Regimentul 5 Artilerie

- Divizia 2 Infanterie

- Regimentul 5 Vânători
- Brigada 3 Infanterie

- Regimentul Vâlcea No. 2
- Regimentul Rovine No. 26

- Brigada 4 Infanterie

- Regimentul Olt No. 3
- Regimentul II Romanați No. 19

- Brigada 32 Infanterie

- Regimentul 42 Infanterie
- Regimentul 66 Infanterie

- Brigada 2 Artilerie

- Regimentul 9 Artilerie
- Regimentul 14 Artilerie

- Divizia 11 Infanterie

- Brigada 21 Infanterie

- Regimentul 57 Infanterie
- Regimentul 58 Infanterie

- Brigada 22 Infanterie

- Regimentul 41 Infanterie
- Regimentul 71 Infanterie

- Regimentul 22 Artilerie

- Brigada 1 Călărași
- Serviciile Corpului 1 Armată

- Divizia 12 Infanterie

- Brigada 23 Infanterie

- Regimentul 44 Infanterie
- Regimentul 68 Infanterie

- Brigada 24 Infanterie

- Regimentul 62 Infanterie
- Regimentul 70 Infanterie

- Divizia 13 Infanterie

- Brigada 25 Infanterie

- Regimentul 47 Infanterie
- Regimentul 72 Infanterie

- Brigada 26 Infanterie

- Regimentul 48 Infanterie
- Regimentul 49 Infanterie

### Armata 2

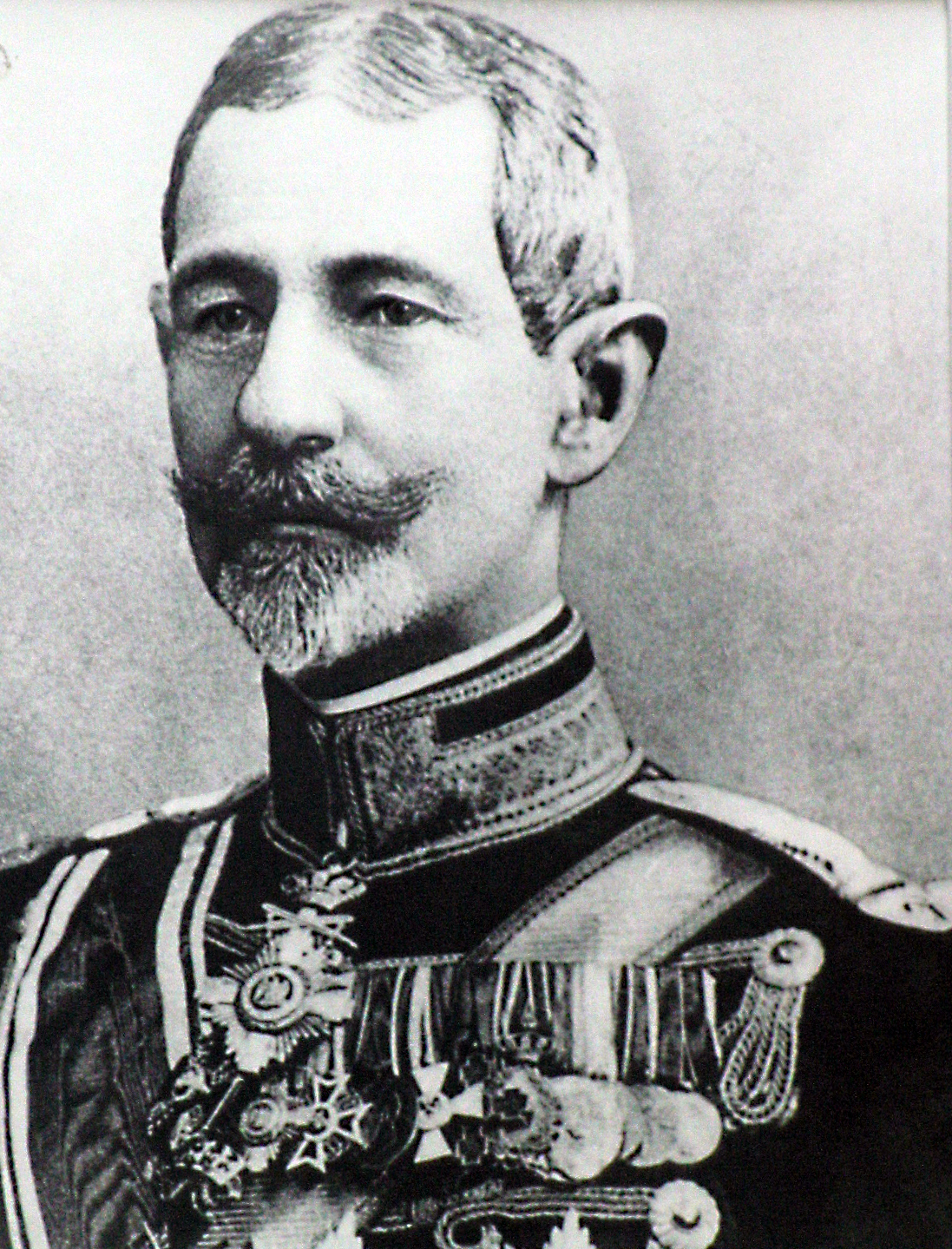
Generalul Alexandru Averescu, comandant Armata 2

Armata 2 a fost o mare unitate de nivel operativ-strategic care s-a constituit în prima zi de mobilizare, la 27 august 1916, având în compunere Corpul II Armată (mai puțin Divizia 12 Infanterie  și Corpul III Armată (mai puțin Divizia 13 Infanterie). La intrarea în război, Armata 2 a fost comandată de generalul de divizie Alexandru Averescu.
Ordinea sa de bătaie era următoarea:

Armata 2
- Cartierul General al Armatei 2
- Corpul II Armată

- Divizia 3 Infanterie

- Regimentul 2 Vânători „Regina Elisabeta”
- Brigada 5 Infanterie

- Regimentul Argeș No. 4
- Regimentul Radu Negru No. 28

- Brigada 6 Infanterie

- Regimentul III Dâmbovița No. 22
- Regimentul Muscel No. 30

- Brigada 33 Infanterie

- Regimentul 45 Infanterie
- Regimentul 60 Infanterie

- Brigada 3 Artilerie

- Regimentul 6 Artilerie
- Regimentul 15 Artilerie

- Divizia 4 Infanterie

- Regimentul 6 Vânători
- Brigada 7 Infanterie

- Regimentul Vlașca No. 5
- Regimentul Teleorman No. 20

- Brigada 8 Infanterie

- Regimentul Mihai Viteazul No. 6
- Regimentul IV Ilfov No. 21

- Brigada 34 Infanterie

- Regimentul 46 Infanterie
- Regimentul 61 Infanterie

- Brigada 4 Artilerie

- Regimentul 2 Artilerie „General de divizie Gheorghe Manu”
- Regimentul 10 Artilerie

- Brigada 3 Călărași
- Serviciile Corpului II Armată

- Corpul III Armată

- Divizia 5 Infanterie

- Regimentul 3 Vânători
- Brigada 9 Infanterie

- Regimentul Prahova No. 7
- Regimentul Mircea No. 32

- Brigada 10 Infanterie

- Regimentul Buzău No. 8
- Regimentul Râmnicu Sărat No. 9

- Brigada 35 Infanterie

- Regimentul 50 Infanterie
- Regimentul 64 Infanterie

- Brigada 5 Artilerie

- Regimentul 7 Artilerie
- Regimentul 19 Artilerie

- Divizia 6 Infanterie

- Regimentul 7 Vânători
- Brigada 11 Infanterie

- Regimentul Putna No.10
- Regimentul VI Tecuci No. 24

- Brigada 12 Infanterie

- Regimentul Siret No. 11
- Regimentul Cantemir No. 12

- Brigada 36 Infanterie

- Regimentul 51 Infanterie
- Regimentul 52 Infanterie

- Brigada 6 Artilerie

- Regimentul 11 Artilerie
- Regimentul 16 Artilerie

- Serviciile Corpului III Armată

### Armata 3
Armata 3 a fost o mare unitate de nivel operativ-strategic care s-a constituit în prima zi de mobilizare, la 27 august 1916, având misiunea de a asigura apărarea frontierei de sud a României. La intrarea în război, Armata 3 a fost comandată de generalul de divizie Mihail Aslan.
Ordinea sa de bătaie era următoarea:

- Grupul central

- Divizia 20 Infanterie

- Grupul de vest

- Divizia 16 Infanterie

- Brigada 41 Infanterie

- Regimentul 81 Infanterie
- Regimentul 82 Infanterie

- Brigada 42 Infanterie

- Regimentul 83 Infanterie
- Regimentul 84 Infanterie

- Brigada 11 Artilerie

- Regimentul 26 Artilerie
- Regimentul 27 Artilerie

- Deatașamentul Alexandria

- Divizia 18 Infanterie
- Divizia 1 Cavalerie

- Brigada 1 Roșiori

- Regimentul 1 Roșiori
- Regimentul 10 Roșiori

- Brigada 2 Roșiori

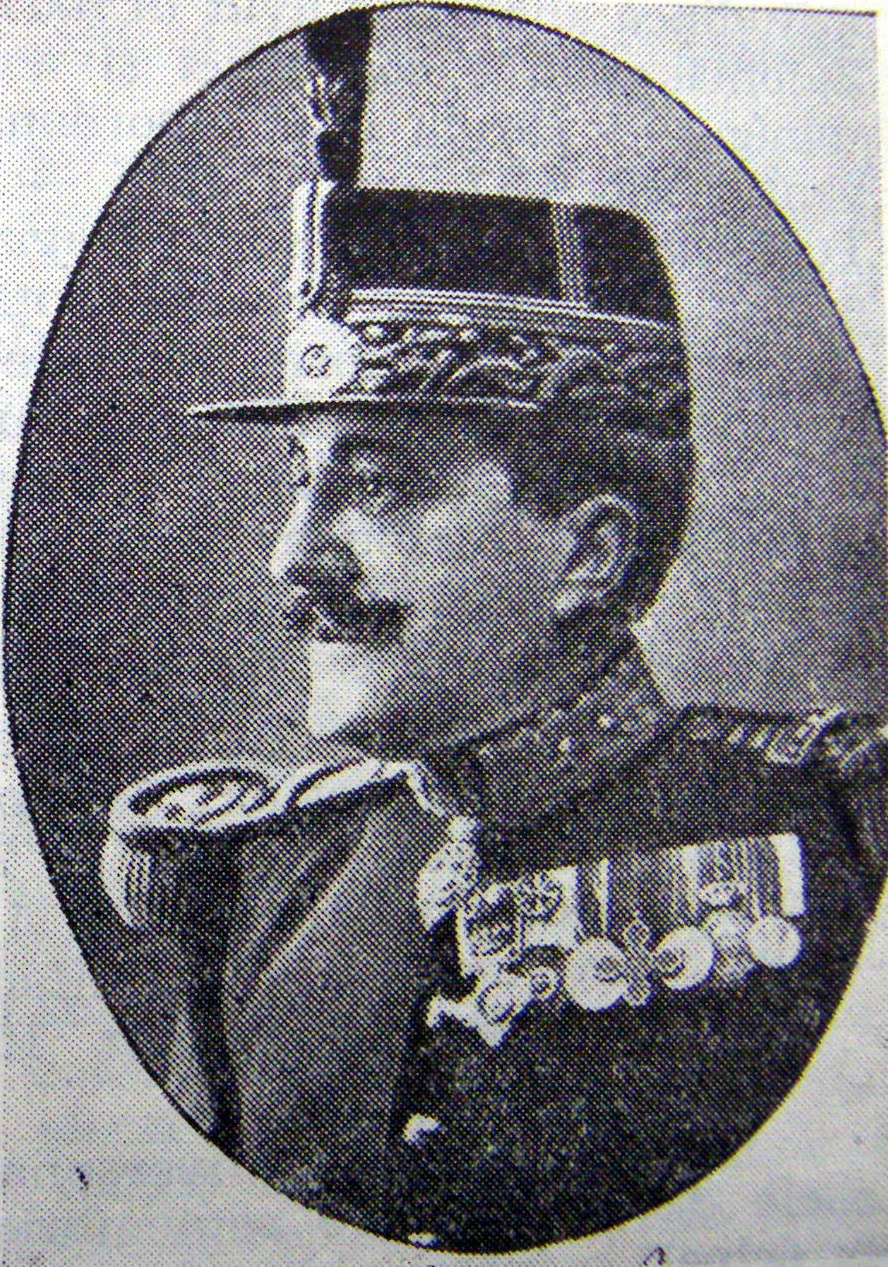
Generalul Mihail Aslan, comandantul Armatei 3

- Regimentul 4 Roșiori „Regina Maria”
- Regimentul 9 Roșiori

- Brigada 3 Roșiori

- Regimentul 5 Roșiori „Împăratul Nicolae al II-lea”
- Regimentul 3 Călărași

- Divizionul 1 Artilerie Călăreață

- Brigada 2 Călărași

- Regimentul de Escortă Regală
- Regimentul 4 Călărași

- Serviciile Corpului 6 Armată

- Grupul de est

- Divizia 17 Infanterie - Zona fortificată Turtucaia
- Divizia 9 Infanterie - Zona fortificată Silistra

- Regimentul 9 Vânători
- Brigada 17 Infanterie

- Regimentul Constanța No. 34
- Regimentul Călugăreni No. 40

- Brigada 18 Infanterie

- Regimentul Matei Basarab No.35
- Regimentul Vasile Lupu No. 36

- Brigada 39 Infanterie

- Regimentul 63 Infanterie
- Regimentul 79 Infanterie

- Brigada 9 Artilerie

- Regimentul 13 Artilerie
- Regimentul 18 Artilerie

- Divizia 19 Infanterie - Zona fortificată Cernavodă
- Brigada 5 Călărași

- Regimentul 10 Călărași
- Regimentul 9 Călărași

### Armata de Nord

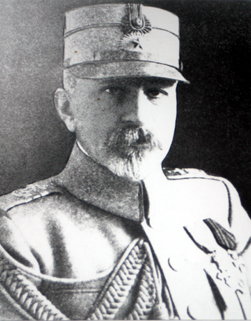
Generalul Constantin Prezan

Armata de Nord a fost o mare unitate de nivel operativ-strategic care s-a constituit în prima zi de mobilizare, la 27 august 1916, prin transformarea Corpului IV Armată. La intrarea în război, Armata de Nord a fost comandată de generalul de divizie Constantin Prezan.
Ordinea sa de bătaie era următoarea:

Armata de Nord
- Cartierul General al Armatei de Nord
- Divizia 7 Infanterie

- Regimentul 3 Vânători
- Brigada 13 Infanterie

- Regimentul Războieni No. 15
- Regimentul Bacău No. 27

- Brigada 14 Infanterie

- Regimentul Roman No. 14
- Regimentul Suceava No. 16

- Brigada 37 Infanterie

- Regimentul 69 Infanterie
- Regimentul 77 Infanterie

- Brigada 7 Artilerie

- Regimentul 4 Artilerie
- Regimentul 8 Artilerie

- Divizia 8 Infanterie

- Regimentul 8 Vânători
- Brigada 15 Infanterie

- Regimentul Ștefan cel Mare No.13
- Regimentul Regimentul VII Racova No. 25

- Brigada 16 Infanterie

- Regimentul VIII Dragoș No. 29
- Regimentul Alexandru cel Bun No. 37

- Brigada 38 Infanterie

- Regimentul 53 Infanterie
- Regimentul 65 Infanterie

- Brigada 8 Artilerie

- Regimentul 12 Artilerie
- Regimentul 17 Artilerie

- Divizia 14 Infanterie

- Brigada 27 Infanterie

- Regimentul 55 Infanterie
- Regimentul 67 Infanterie

- Brigada 28 Infanterie

- Regimentul 54 Infanterie
- Regimentul 56 Infanterie

- Brigada 4 Mixtă

- Divizia 2 Cavalerie

- Regimentul 7 Roșiori
- Regimentul 11 Roșiori

- Brigada 4 Călărași

- Regimentul 7 Călărași
- Regimentul 8 Călărași

- Serviciile Armatei de Nord

### Rezerva Marelui Cartier General
Rezerva generală a armate, păstrată la dispoziția Marelui Cartier General era constituită în principal din Corpul 5 Armată (comandat de generalul de divizie Gheorghe Georgescu) și unitățile de artilerie grea. Compunerea rezervei generale era următoarea:
- Corpul V Armată

- Divizia 10 Infanterie

- Regimentul 10 Vânători
- Brigada 19 Infanterie

- Regimentul V Ialomița No. 23
- Regimentul Petru Rareș No. 39

- Brigada 20 Infanterie

- Regimentul Tulcea No. 33
- Regimentul Neagoe Basarab No. 38

- Brigada 40 Infanterie

- Regimentul 73 Infanterie
- Regimentul 78 Infanterie

- Brigada 10 Artilerie

- Regimentul 3 Artilerie
- Regimentul 20 Artilerie

- Divizia 15 Infanterie

- Brigada 29 Infanterie

- Regimentul 74 Infanterie
- Regimentul 80 Infanterie

- Brigada 30 Infanterie

- Regimentul 75 Infanterie
- Regimentul 76 Infanterie

- Regimentul 25 Artilerie

- Brigada 1 Artilerie Grea

- Regimentul 1 Artilerie Grea
- Regimentul 2 Artilerie Grea

- Brigada 2 Artilerie Grea

- Regimentul 3 Artilerie Grea
- Regimentul 4 Artilerie Grea

- Regimentul de Munte de 75 mm
- Regimentul de Munte de 63 mm
- Divizionul de 57 mm
- Corpul de Artilerie Antiaeriană

## Vezi și
- Participarea României la Primul Război Mondial
- Ordinea de bătaie a Armatei României (1917)
- Marele Cartier General
- Armata României

| Portal icon | Portal România în Primul Război Mondial |

| Portal icon | Portal Primul Război Mondial |

| Portal icon | Portal Istorie |